# Kanton Vassy
Vassy is een voormalig kanton van het Franse departement Calvados. Het kanton maakte deel uit van het arrondissement Vire.

## Geschiedenis
Op 21 april 1993 vormden de gemeenten van het kanton het samenwerkingsverband communauté de communes du canton de Vassy. Op 22 maart 2015 werd het kanton opgeheven en de gemeenten opgenomen in het kanton Condé-sur-Noireau. op 1 januari fuseerden de gemeenten van het samenwerkingsverband tot de huidige gemeente Valdallière.

## Gemeenten
Het kanton Vassy omvatte de volgende toenmalige gemeenten:
- Bernières-le-Patry
- Burcy
- Chênedollé
- Le Désert
- Estry
- Montchamp
- Pierres
- Presles
- La Rocque
- Rully
- Saint-Charles-de-Percy
- Le Theil-Bocage
- Vassy (hoofdplaats)
- Viessoix